# Sabato sera - Studio Uno '67
Sabato sera - Studio Uno '67 es el undécimo álbum de la cantante italiana Mina, el quinto y último de estudio publicado por la discográfica Ri-Fi en mayo de 1967.
Destinado a ser una recopilación de material ofrecido por Mina y estrenado en la noche de los sábados del programa Sabato sera (nuevo nombre para la edición de 1967 de Studio Uno). Las canciones fueron escritas especialmente para este espectáculo. El álbum resultó ser una exitosa operación comercial, ya que acabaría siendo el tercer álbum más vendido de 1967.

Adriano Celentano y Mina Mazzini en Sabato sera (foto publicada en 1967 en la revista Radiocorriere).

Las canciones del disco están cantadas en italiano, algunas también han sido interpretadas y grabadas por Mina en el idioma original.
Este álbum ha sido reeditado y remasterizado en diversas ocasiones. 

## Lista de canciones
| N.º | Título                                              | Duración |  |
| 1.  | «La banda (A banda)»                                | 2:35     |  |
| 2.  | «Tu non credi più»                                  | 3:07     |  |
| 3.  | «Se c'è una cosa che mi fa impazzire»               | 2:38     |  |
| 4.  | «Se tornasse, caso mai (If He Walked into My Life)» | 2:41     |  |
| 5.  | «Quando vedrò»                                      | 3:27     |  |
| 6.  | «L'immensità»                                       | 2:36     |  |
| 7.  | «Conversazione»                                     | 2:19     |  |
| 8.  | «Sabati e domeniche»                                | 2:44     |  |
| 9.  | «Noi due»                                           | 3:15     |  |
| 10. | «Portami con te»                                    | 2:36     |  |

- Datos: Q3944250